# Кеттильмундсон, Матс

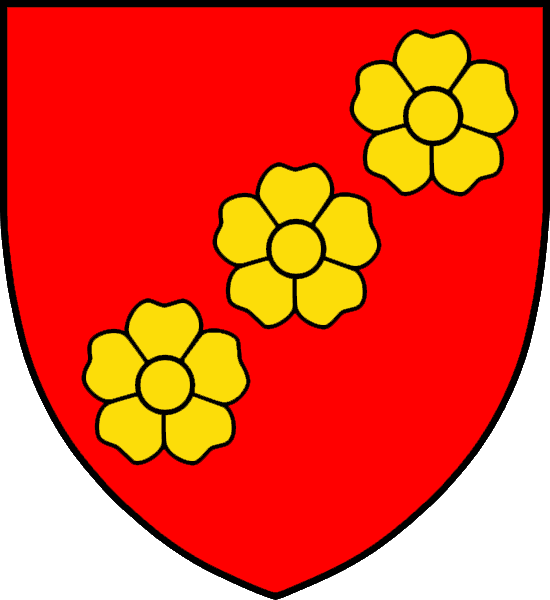
Герб Матса Кеттильмундсона

Матс (Маттиас) Кеттильмундсон (швед. Mats Kettilmundsson  ; ок. 1280 — 11 мая 1326, Або (ныне Турку) — регент Шведского королевства в 1318—1319 годах. Правил в период между королём Швеции Биргером I и Магнусом IV.

## Биография
Представитель аристократической семьи из Уппландии. Отличился во время похода регента Торгильса Кнутссона в Финляндию и Карелию, а также против Новгородской республики в 1299 году. Шведы тогда сражались с новгородцами на реке Неве. Матс Кеттильмундсон победил несколько воинов противника в схватке.

Историки Шведские пишут, что Россияне, имея намерение сжечь их флот, хотели при сильном ветре пустить несколько горящих судов из Ладожского озера в Неву; но что маршал Торкель (Торгильс Кнутссон), уведомленный о сем через лазутчиков, велел оградить исток Невы потаёнными сваями; что Новогородцы, видя неудачу, вышли из лодок, напали на Шведов и с великим уроном отступили; что знаменитый Матфей Кеттильмундсон, бывший после опекуном Шведского Короля Магнуса, гнался до самой ночи за нашими всадниками, громогласно вызывая на поединок храбрецов Российских, но что никто из них не принял его вызова.
— Н. М. Карамзин «История государства Российского». Том IV. Глава VI
В 1301 году отличился во время обороны крепости Ландскрона от новгородцев. В «Хронике Эрика», написанной около 1320 года, рассказывается о разыгравшемся сражении, называя имена участвовавших в нём шведских рыцарей, среди них одним из трёх — М. Кеттильмундсона.
В 1302 году вошел в свиту короля, стал рыцарем герцога Сёдерманландского Эрика Магнусона. В 1304 году сражался на стороне Эрика Магнусона против короля Биргера I, после чего вместе со своим сеньором бежал в Норвегию. В 1305 году после возвращения в Швецию и примирения Эрика Магнусона с королём, Матс Кеттильмундсон получил имение Колсетер. Одно время Кеттильмундсон был начальником Абоского замка.

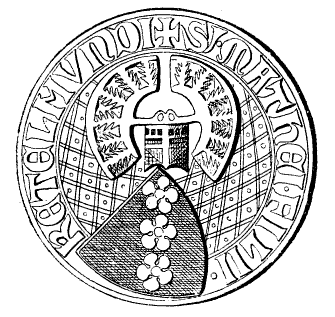
Монета времён правления Матса Кеттильмундсона

В 1306 году принимал активное участие в захвате короля Биргера. В 1309 году в составе объединенного шведского войска сражался против коалиции Норвегии и Дании, одержал победу в битве при Нючепинзи. В 1310—1314 годах Матс Кеттильмундсон участвовал в многочисленных заговорах Эрика Магнусон против короля Биргера I.
В 1318—1319 годах был дротсем Швеции и рикшёведсманном (главнокомандующим).
В июне 1318 года сыграл ключевую роль в свержении и изгнании Биргера I. В том же году 1 ноября сумел разбить датские войска в битве в Сконе, которые шли на помощь королю Биргеру. Пленные были казнены в Стокгольме. Матс Кеттильмундсон занял остров Готланд, чем прекратил последние попытки Биргера I вернуть корону. В то же время много сделал для восстановления династии Фолькунгов на троне Швеции.
В мае 1319 королём Норвегии стал сын Эрика Магнусона — Магнус Эрикссон.
В июле 1319 года в Упсале на соборе духовенства и знати, королём Швеции был избран трёхлетний Магнус Эрикссон из династии Фолькунгов, а Матс Кеттильмундсон стал регентом при нём. Регентство длилось один год и 11 дней.
Оставался в должности риксдротса в первые годы правления короля Магнуса IV. Однако в 1322 году после конфликта с матерью короля Ингеборгой, отказался от должности. В том же году был назначен капитаном Финляндии. Правил в Варсинайс-Суоми.
12 августа 1323 года в крепости Орешек он заключил мирное соглашение от имени шведского короля с Новгородской республикой (от новгородцев его подписал посадник Варфоломей Юрьевич), установив границу между Швецией и Новгородом на Карельском перешейке: между городами Олафсборг и Куопио. Руководил этой шведской провинцией до самой смерти в 1326 году. В завещании 1326 года он упоминается, как сокольничий.